# Římskokatolická farnost Jesenec
Římskokatolická farnost Jesenec je územní společenství římských katolíků s farním kostelem sv. Libora v děkanátu Konice.

## Území farnosti
Do farnosti náleží území těchto obcí:
- Jesenec – farní kostel sv. Libora, poutní místo
- Dzbel
- Ponikev – filiální kaple Růžencové Panny Marie
- Ladín